# Moscova (crucișător)
Moscova  sau Moskva (Москва) a fost un crucișător cu rachete, nava principală a Proiectului 1164 „Atlant". A făcut parte din Divizia a 30-a de nave de suprafață a Flotei Mării Negre a Marinei Ruse. Construit la șantierul naval din orașul Nikolaev, a primit inițial numele de Slava (Слава). După dezafectarea crucișătorului antisubmarin Moskva al Proiectului 1123, acesta i-a moștenit numele și a devenit nava amiral a Flotei Mării Negre. A luat parte la conflictele militare din Georgia (2008), Siria (2015) și Ucraina (2022).
În timpul invaziei ruse din Ucraina din 24 februarie 2022 nava a participat la capturarea insulei Șerpilor. Potrivit reprezentanților autorităților ucrainene, polițiștii de frontieră ucraineni care păzeau Insula Șerpilor s-au adresat crucișătorului cu expresia "Navă rusă, du-te dracului".
În noaptea de 13-14 aprilie 2022 nava a fost grav avariată în urma unui incendiu și a unei explozii. Potrivit ucrainenilor a fost lovită de două rachete antinavă "Neptun". Pe 14 aprilie Ministerul rus al Apărării a raportat că crucișătorul s-a scufundat în timp ce era remorcat în timpul unei furtuni.
Potrivit Forbes,  este cea mai scumpă pierdere militară a Rusiei în războiul cu Ucraina. Probabil, cu un cost inițial de aproximativ 2 miliarde de dolari, valoarea reziduală a crucișătorului a fost de 750 de milioane de dolari americani.

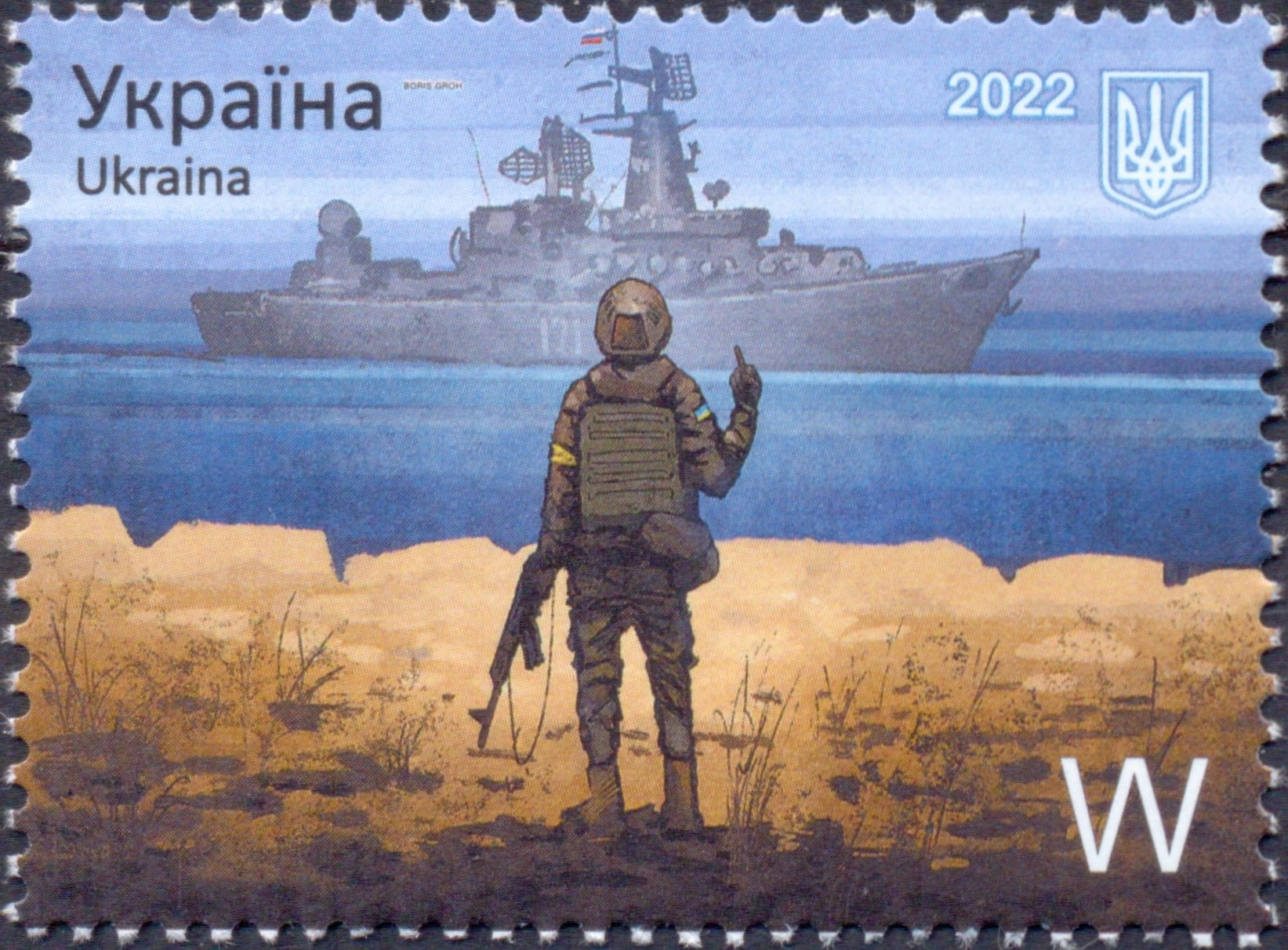
Marcă poștală ucraineană, ce înfățișează un soldat ucrainean care arată degetul mijlociu către crucișătorul rus Moskva, timbrul a fost emis cu două zile înainte de scufundare.